# El Yacine Derradj
El Yacine Derradj (en arabe : الياسين دراج) est un footballeur algérien né le 20 décembre 1980 à Aïn Taghrout dans la wilaya de Bordj Bou Arreridj. Il évoluait au poste d'attaquant.

## Biographie
El Yacine Derradj évolue en première division algérienne avec les clubs du CA Bordj Bou Arreridj, de l'ES Sétif, de l'USM Annaba, et du MC El Eulma. Il dispute un total de 81 matchs en première division entre 2004 et 2008, inscrivant 14 buts.
Lors de la saison 2004-2005, il se met en évidence avec l'équipe de Sétif, en marquant huit buts en championnat. Le 25 novembre 2004, il est l'auteur d'un doublé, lors de la réception de l'US Chaouia, permettant à son équipe de l'emporter 3-1. Le 26 septembre 2008, il est l'auteur avec l'équipe d'Eulma, d'un nouveau doublé en championnat, permettant de l'emporter 3-0 face à l'AS Khroub.

## Palmarès
| ES Sétif - Championnat d'Algérie (1) : - Champion : 2006-07. |  | CA Bordj Bou Arreridj - Championnat d'Algérie D2 (2) : - Champion : 1997-98 et 2000-01. |  | CS Constantine - Championnat d'Algérie D2 (1) : - Champion : 2010-11. |